# Kvaternionska matrika
Kvaternionska matrika je matrika, katere elementi so kvaternioni. 

## Značilnosti
- kvaternioni tvorijo komutativni kolobar, zato lahko definiramo seštevanje in množenje kvaternionskih matrik nad katerimkoli kolobarjem.
- seštevanje kvaternionskih matrik {\displaystyle A\,} in {\displaystyle B\,} je določeno kot običajno seštevanje matrik

{\displaystyle (A+B)_{ij}=A_{ij}+B_{ij}.\,}
- množenje kvaternionskih matrik je prav tako enako kot množenje ostalih matrik

{\displaystyle (AB)_{ij}=\sum _{s}A_{is}B_{sj}.\,}
Zgled
Množenje kvaternionskih matrik {\displaystyle U\,} in {\displaystyle V\,}
{\displaystyle U={\begin{pmatrix}u_{11}&u_{12}\\u_{21}&u_{22}\\\end{pmatrix}},\quad V={\begin{pmatrix}v_{11}&v_{12}\\v_{21}&v_{22}\\\end{pmatrix}},}
nam da produkt
{\displaystyle UV={\begin{pmatrix}u_{11}v_{11}+u_{12}v_{21}&u_{11}v_{12}+u_{12}v_{22}\\u_{21}v_{11}+u_{22}v_{21}&u_{21}v_{12}+u_{22}v_{22}\\\end{pmatrix}}.}
Za množenje velja običajen zakon asociativnosti in distributivnosti.
- sled matrike je tudi za kvaternionske matrike določena kot vsota diagonalnih elementov. V splošnem pa velja

{\displaystyle sl(AB)\neq sl(BA)\,}
- množenje z leve strani s skalarjem je enako

{\displaystyle (cA)_{ij}=cA_{ij}\,} 

## Determinanta kvaternionske matrike
Ni znan način določanja determinante kvdratne kvaternionske matrike. Vrednosti determinante so kvaternioni . Lahko se določi tudi determinanta s kompleksno vrednostjo.
Kvaternion {\displaystyle a+bi+cj+dk\,} lahko prikažemo kot kompleksno matriko
{\displaystyle {\begin{bmatrix}~~a+bi&c+di\\-c+di&a-bi\end{bmatrix}}.}.

## Uporaba
Kvaternionske matrike se uporabljajo v kvantni mehaniki  in pri reševanju problema več teles .